# Christopher Larkin
Christopher Larkin (Daegu, Corea del Sud; 2 d'octubre de 1987) és un músic i actor estatunidenc. És conegut pel seu paper de Monty Green a la sèrie The 100.
Als quatre mesos d'edat va ser adoptat per Elaine, una terapeuta ocupacional i Peter Larkin, vicepresident d'una empresa. Es va criar a Hebron (Connecticut).
Després de graduar-se a l'Escola Secundària de RHAM i a l'Acadèmia d'Arts de Greater Hartford el 2005, Larkin va estudiar al campus de la Universitat de Fordham situat al Lincoln Center, a la ciutat de Nova York. A la tardor del seu últim semestre va interpretar el personatge principal en la producció de la companyia de teatre Steppenwolf anomenada Kafka on the Shore a Chicago, Illinois. Va actuar en diverses produccions a Off-Broadway abans d'obtenir el seu títol en arts el 2009.
Larkin va debutar com actor en la pel·lícula The Flamingo Rising. També ha aparegut en programes de televisió com Torpe, 90210, One life to live i en altres pel·lícules com Strangers with Candy i The Big bad swim. Des de 2013 que es va sumar a l'elenc complint el paper de "Monty" a "The 100", reixida sèrie nord-americana.

## Filmografia

### Pel·lícules
| Any  | Títol                | Paper  | Notes |
| ---- | -------------------- | ------ | ----- |
| 2005 | Strangers with Candy | Kim    |       |
| 2006 | The Big bad swim     | Caixer |       |

### Sèries
| Any       | Títol               | Paper             | Notes                   |
| --------- | ------------------- | ----------------- | ----------------------- |
| 2001      | The Flamingo Rising | Abraham JAcob Lee | Pel·lícula de tv        |
| 2008      | One life to live    | Dan               | 1 episodi               |
| 2011      | Cooper & Stone      | AJ hawkes         | Pel·lícula de televisió |
| 2012      | Squad 85            | Bobby             | 6 episodis              |
| 2013      | 90210               | Kent              | 1 episodi               |
| 2013      | Awkward             | Neutral Party     | 1 episodi               |
| 2014-2019 | The 100             | Monty Green       | 52 episodis             |